# A Song for Chi
«A Song for Chi» es una canción instrumental de metal alternativo grabada por varios músicos de alto perfil con el fin de recaudar dinero para el bajista de Deftones Chi Cheng, quien sufrió un accidente automovilístico en Santa Clara el 4 de noviembre de 2008. Todas las ganancias de la canción fueron destinadas a Cheng y su familia con el fin de pagar su atención médica.

## Grabación
El proyecto fue iniciado por el bajista de Korn Reginald «Fieldy» Arvizu en mayo de 2009, además de él mismo, Arvizu reveló que el exbaterista de Army of Anyone y actual baterista de Korn Ray Luzier, Jim Root de Slipknot, Clint Lowery de Sevendust y el exguitarrista de Korn Brian «Head» Welch también grabarían para el proyecto. El proyecto también sería la primera colaboración entre Welch y cualquiera de sus antiguos compañeros de banda desde su salida en 2005. Las grabaciones de la canción continuaron en varios lugares y estudios alrededor del mundo durante Escape From the Studio Tour. El 8 de junio, Dave McClain de Machine Head grabó la batería para la canción en el escenario en Berlín antes de que su banda abriera para Korn. El 17 de junio, Morgan Rose y Lowery, integrantes de Sevendust grabaron la batería y guitarra respectivamente en París. En el Festival Sonisphere de los Países Bajos, el exmúsico de la banda de Ozzy Osbourne y actual bajista de Metallica, Robert Trujillo, grabaron el bajo para la canción. Adam Dutkiewicz de Killswitch Engage grabó las guitarras para la canción el 24 de junio en San Sebastián, España. El 28 de junio, el guitarrista de Hatebreed, Wayne Lozinak, grabó la canción detrás del escenario en el Graspop Metal Meeting en Dessel, Bélgica. El exguitarrista de Korn, «Head», y su excompañero de banda, James «Munky» Shaffer, grabaron guitarras para la canción el 1 y 6 de junio respectivamente. Además de estas grabaciones, músicos como Mike Wengren, Noah Bernardo y Sid Wilson también grabaron para la canción. La música fue producida por «Fieldy» junto con Q-Unique de StillWell y mezclada por Jim Monti. La canción está disponible de forma gratuita mediante descarga en su página web oficial, donde también se aceptan donaciones. Todas las ganancias se destinaron directamente a Chi Cheng y su familia para su atención médica.

## Personal
| Músicos Guitarristas Brian Welch de Korn y Love & Death Jim Root de Slipknot Adam Dutkiewicz de Killswitch Engage Clint Lowery de Sevendust James Shaffer de Korn Wayne Lozinak de Hatebreed Bajistas Reginald Arvizu de Korn Robert Trujillo de Metallica Bateristas Mike Wengren de Disturbed Ray Luzier de Korn Noah Bernardo de P.O.D. Dave McClain de Machine Head Morgan Rose de Sevendust | - Reginald Arvizu: producción - Sid Wilson de Slipknot: programación - Q-Unique: producción, ingeniería de sonido - Ralph Patlan: ingeniería de sonido - Jim Monti: mezcla |